# Bommenahalli, Chiknayakanhalli
Bommenahalli là một làng thuộc tehsil Chiknayakanhalli, huyện Tumkur, bang Karnataka, Ấn Độ.